# Discografia di Cristina D'Avena
Questa voce comprende la discografia della cantante italiana Cristina D'Avena. 
L'eventuale valore presente nella cella indica il numero di unità presenti in quel formato: se non vi è nulla, se ne sottintende una sola.

## Singoli

### Come artista principale

#### 1968-1980
| Anno | Album | Singolo                                                                 | Posizione massima | Posizione massima | Certificazioni | Etichetta                     | Note                                                                                                 |
| Anno | Album | Singolo                                                                 | ITA               | JPN               | Certificazioni | Etichetta                     | Note                                                                                                 |
| ---- | ----- | ----------------------------------------------------------------------- | ----------------- | ----------------- | -------------- | ----------------------------- | --- |
| 1968 | —     | Il valzer del moscerino/Sitting Bull                                    | —                 | —                 | —              | Antoniano, Rifi, RFN NP 16253 | Il lato B è inciso da Maurizio Facciolo                                                              |
| 1968 | —     | Il valzer del moscerino/Il semaforo                                     | —                 | —                 | —              | Antoniano, Rifi, RFN NP 16253 | Il lato B è inciso da Maurizio Rossi                                                                 |
| 1971 | —     | La ballata degli elefanti/Se avessi/Il valzer del moscerino/La minicoda | —                 | —                 | —              | Antoniano, Rifi, RJB NP 98023 | Singolo di quattro tracce inciso da Walter Guidi, Cristina D'Avena e Coro e, Lauretta Mollica e Coro |
| 1971 | —     | Il caffè della Peppina/Il sorpassista                                   | —                 | —                 | —              | Rifi, Philips SFL-1375        | Singolo inciso in lingua giapponese per il mercato nipponico                                         |
| 1973 | —     | Il valzer del moscerino/Piva Piva                                       | —                 | —                 | —              | C/PG 103                      | Disco promozionale Colussi                                                                           |

#### 1981-1990
| Anno | Album | Singolo                                                                 | Posizione massima | Certificazioni | Etichetta             | Note                                                                          |
| Anno | Album | Singolo                                                                 | ITA               | Certificazioni | Etichetta             | Note                                                                          |
| ---- | --- | ----------------------------------------------------------------------- | ----------------- | -------------- | --------------------- | ----------------------------------------------------------------------------- |
| 1981 | Do re mi... Five - Cantiamo con Five                                                                               | Bambino Pinocchio                                                       | 35                | —              | Five Record, FM 13008 | —                                                                             |
| 1982 | Do re mi... Five - Cantiamo con Five                                                                               | Laura/Mon Ciccì                                                         | —                 | —              | Five Record, FM 13010 | —                                                                             |
| 1982 | Do re mi... Five - Cantiamo con Five                                                                               | Mon Ciccì                                                               | —                 | —              | Publifive 501         | Disco promozionale Polistil distribuito in abbinamento alla bambola Mon Cicci |
| 1982 | - Fivelandia - Do re mi... Five - Cantiamo con Five                                                                | Canzone dei Puffi/Ghimbirighimbi                                        | 6                 | - ITA: Oro     | Five Record, FM 13018 | —                                                                             |
| 1983 | Fivelandia | Canzone dei Puffi/Ghimbirighimbi                                        | 6                 | - ITA: Oro     | Five Record, FM 13018 | —                                                                             |
| 1983 | Fivelandia | Lucy/La regina dei mille anni                                           | —                 | —              | Five Record, FM 13019 | —                                                                             |
| 1983 | Fivelandia | John e Solfami/La scuola dei Puffi                                      | 8                 | —              | Five Record, FM 13029 | —                                                                             |
| 1983 | Fivelandia | New Five Time/Vola Bambino                                              | —                 | —              | Five Record, FM 13030 | - Featuring Marco Columbro - Il lato B è inciso da Pepero                     |
| 1984 | - Fivelandia 2 | I ragazzi della Senna (Il Tulipano Nero)/Space Runner                   | —                 | —              | Five Record, FM 13042 | Il lato B è inciso da The Band of Mara                                        |
| 1984 | Fivelandia 2 | Là sui monti con Annette/Bum Bum                                        | —                 | —              | Five Record, FM 13057 | —                                                                             |
| 1984 | Fivelandia 2 | Puffi la la la/A E I O U                                                | 42                | —              | Five Record, FM 13059 | —                                                                             |
| 1984 | Fivelandia 2 | Georgie                                                                 | 14                | —              | Five Record, FM 13060 | —                                                                             |
| 1984 | Fivelandia 2 | Nanà Supergirl/Pollon, Pollon combinaguai                               | —                 | —              | Five Record, FM 13063 | —                                                                             |
| 1985 | Fivelandia 3 | L'incantevole Creamy/Ciao Ciao                                          | 42                | —              | Five Record, FM 13080 | —                                                                             |
| 1985 | Fivelandia 3 | Il grande sogno di Maya/Rascal - Il mio amico orsetto                   | —                 | —              | Five Record, FM 13092 | —                                                                             |
| 1985 | Fivelandia 3 | Evelyn e la magia di un sogno d'amore/Nuovi amici a Ciao Ciao           | —                 | —              | Five Record, FM 13096 | —                                                                             |
| 1985 | - Fivelandia 3 - Bim Bum Bam 2                                                                                     | Kiss Me Licia/Che avventure a Bim Bum Bam con il nostro amico Uan       | 4                 | —              | Five Record, FM 13097 | —                                                                             |
| 1985 | Fivelandia 3 | Le avventure della dolce Katy/Lo strano mondo di Minù                   | —                 | —              | Five Record, FM 13098 | —                                                                             |
| 1985 | Fivelandia 3 | Occhi di gatto                                                          | —                 | - ITA: Oro     | Five Record, FM 13099 | —                                                                             |
| 1985 | - Fivelandia 3 - I Puffi                                                                                           | Che bello essere un Puffo/Notte Puff                                    | —                 | —              | Five Record, FM 13100 | —                                                                             |
| 1985 | - Fivelandia 3 - CantaSnorky                                                                                       | Arrivano gli Snorky/Ciao siamo gli Snorky                               | 46                | —              | Five Record, FM 13101 | —                                                                             |
| 1985 | - Fivelandia 3 - Kiss Me Licia e i Bee Hive                                                                        | Kiss Me Licia                                                           | —                 | —              | Publifive 101         | Singolo promozionale                                                          |
| 1986 | Fivelandia 4 | Memole dolce Memole                                                     | 13                | —              | Five Record, FM 13114 | —                                                                             |
| 1986 | Fivelandia 4 | Mila e Shiro due cuori nella pallavolo/Lovely Sara                      | 43                | —              | Five Record, FM 13115 | —                                                                             |
| 1986 | Fivelandia 4 | Magica, magica Emi/Holly e Benji due fuoriclasse                        | 16                | —              | Five Record, FM 13135 | —                                                                             |
| 1986 | Fivelandia 4 | Love Me Licia/Il mago di Oz                                             | 10                | —              | Five Record, FM 13141 | —                                                                             |
| 1986 | - Fivelandia 4 - CantaSnorky                                                                                       | Noi Snorky incontrerai/Sempre sognerai                                  | —                 | —              | Five Record, FM 13142 | —                                                                             |
| 1986 | - Fivelandia 4 - David Gnomo amico mio                                                                             | David Gnomo amico mio/Dai vieni qui David                               | 18                | —              | Five Record, FM 13143 | —                                                                             |
| 1986 | - Fivelandia 4 - Cristina D'Avena e i tuoi amici in TV 21                                                          | Puffa di qua, puffa di là/Buon compleanno Grande Puffo                  | 43                | —              | Five Record, FM 13144 | —                                                                             |
| 1986 | - Fivelandia 4 - Fai la nanna con Cicciobello                                                                      | Alla scoperta di Babbo Natale/Ninna nanna di Brahms                     | —                 | —              | Five Record, FM 13151 | —                                                                             |
| 1987 | Mio mini pony | Vola mio mini pony                                                      | 25                | —              | Five Record, FM 13156 | —                                                                             |
| 1987 | - Cristina D'Avena con i tuoi amici in TV - Cristina D'Avena e i tuoi amici in TV 2                                | Sandy dai mille colori/Lupin, l'incorreggibile Lupin                    | 47                | —              | Five Record, FM 13157 | Il lato B è inciso da Enzo Draghi                                             |
| 1987 | - Licia dolce Licia e i Bee Hive - Fivelandia 5                                                                    | Licia dolce Licia/Juny peperina inventatutto                            | —                 | —              | Five Record, FM 13159 | —                                                                             |
| 1987 | Fivelandia 5 | Pollyanna                                                               | 48                | —              | Five Record, FM 13171 | —                                                                             |
| 1987 | Fivelandia 5 | Alice nel Paese delle Meraviglie                                        | —                 | —              | Five Record, FM 13172 | —                                                                             |
| 1987 | Fivelandia 5 | Jem/Gli amici Cercafamiglia                                             | —                 | —              | Five Record, FM 13178 | —                                                                             |
| 1987 | - Fivelandia 5 - Piccola, bianca Sibert                                                                            | Piccola bianca Sibert/Sibert                                            | 14                | —              | Five Record, FM 13179 | —                                                                             |
| 1987 | - Fivelandia 5 - Teneramente Licia e i Bee Hive                                                                    | Teneramente Licia/Quando arrivi tu                                      | 25                | —              | Five Record, FM 13180 | —                                                                             |
| 1987 | - Fivelandia 5 - Maple Town: un nido di simpatia                                                                   | Maple Town: un nido di simpatia/Patty e Bobby (chi trova un vero amico) | 33                | —              | Five Record, FM 13181 | —                                                                             |
| 1987 | - Fivelandia 5 - Puffiamo all'avventura                                                                            | Ogni Puffo pufferà/Madre Natura                                         | —                 | —              | Five Record, FM 13183 | —                                                                             |
| 1987 | - Les feuilletons de La 5 Jeunesse (pubblicazione francese) - 30 e poi... - Parte seconda (pubblicazione italiana) | Princesse Sarah                                                         | —                 | —              | Disques Adès 11.129   | Singolo edito per il mercato francese                                         |
| 1988 | Cristina D'Avena e i tuoi amici in TV 2                                                                            | Hilary/Denny                                                            | 43                | —              | Five Record, FM 13190 | —                                                                             |
| 1988 | Cristina D'Avena e i tuoi amici in TV 2                                                                            | Che famiglia è questa Family!/Fufur superstar                           | —                 | —              | Five Record, FM 13193 | —                                                                             |
| 1988 | Balliamo e cantiamo con Licia                                                                                      | Balliamo e cantiamo con Licia/Rimboccata dalla luna la città già dorme  | —                 | —              | Five Record, FM 13194 | —                                                                             |
| 1988 | Fivelandia 6 – Le più belle sigle originali dei tuoi amici in TV                                                   | Principessa dai capelli blu/Kolby e i suoi piccoli amici                | —                 | —              | Five Record, FM 13200 | —                                                                             |
| 1988 | Fivelandia 6 – Le più belle sigle originali dei tuoi amici in TV                                                   | Una per tutte, tutte per una/Una sirenetta fra noi                      | —                 | —              | Five Record, FM 13201 | —                                                                             |
| 1988 | - Fivelandia 6 – Le più belle sigle originali dei tuoi amici in TV - Cristina D'Avena e i tuoi amici in TV 2       | Siamo quelli di Beverly Hills/Lady Lovely                               | —                 | —              | Five Record, FM 13208 | —                                                                             |
| 1988 | Fivelandia 6 – Le più belle sigle originali dei tuoi amici in TV                                                   | Palla al centro per Rudy/Prendi il mondo e vai                          | —                 | —              | Five Record, FM 13209 | —                                                                             |
| 1988 | - Fivelandia 6 – Le più belle sigle originali dei tuoi amici in TV - Viaggiamo con Benjamin                        | Viaggiamo con Benjamin/Ben-Benjamin                                     | —                 | —              | Five Record, FM 13210 | —                                                                             |
| 1988 | - Fivelandia 6 – Le più belle sigle originali dei tuoi amici in TV - Arriva Cristina                               | Arriva Cristina/Riuscirai                                               | 14                | —              | Five Record, FM 13211 | —                                                                             |
| 1988 | - Fivelandia 6 – Le più belle sigle originali dei tuoi amici in TV - Puffiamo all'avventura                        | Puffi qua e là/Puffa una canzone                                        | —                 | —              | Five Record, FM 13213 | —                                                                             |
| 1989 | Cristina D'Avena e i tuoi amici in TV 3                                                                            | D'Artagnan e i moschettieri del re                                      | —                 | —              | Five Record, FM 13218 | —                                                                             |
| 1989 | Cristina D'Avena e i tuoi amici in TV 3                                                                            | Milly un giorno dopo l'altro/È quasi magia, Johnny!                     | —                 | —              | Five Record, FM 13220 | —                                                                             |
| 1989 | Cristina D'Avena e i tuoi amici in TV 3                                                                            | Siamo fatti così - Esplorando il corpo umano/Questa allegra gioventù    | —                 | —              | Five Record, FM 13225 | —                                                                             |
| 1989 | Fivelandia 7 | Evviva Palm Town                                                        | —                 | —              | Five Record, FM 13238 | —                                                                             |
| 1989 | Cristina | Cristina                                                                | —                 | —              | Five Record, FM 13241 | —                                                                             |
| 1989 | Fivelandia 7 | Ti voglio bene Denver/Piccolo Lord                                      | 34                | —              | Five Record, FM 13243 | —                                                                             |
| 1989 | Fivelandia 7 | Conte Dacula/Ciao io sono Michael                                       | —                 | —              | Five Record, FM 13244 | —                                                                             |
| 1989 | Fivelandia 7 | I Puffi sanno                                                           | —                 | —              | Five Record, FM 13245 | —                                                                             |
| 1989 | Fivelandia 7 | Dolce Candy/Teodoro e l'invenzione che non va                           | —                 | —              | Five Record, FM 13246 | —                                                                             |
| 1989 | Fivelandia 7 | Sabato al circo                                                         | —                 | —              | Five Record, FM 13247 | —                                                                             |
| 1990 | Cristina D'Avena e i tuoi amici in TV 4                                                                            | Bobobobs                                                                | —                 | —              | Five Record, FM 13258 | —                                                                             |
| 1990 | Cristina D'Avena e i tuoi amici in TV 4                                                                            | Alvin rock 'n' roll                                                     | —                 | —              | Five Record, FM 13261 | —                                                                             |
| 1990 | Cristina D'Avena e i tuoi amici in TV 4                                                                            | Zero in condotta/Un mondo di magia                                      | —                 | —              | Five Record, FM 13262 | —                                                                             |
| 1990 | Fivelandia 8 | Le avventure di Teddy Ruxpin                                            | —                 | —              | Five Record, FM 13264 | —                                                                             |
| 1990 | Cri Cri | Cri Cri                                                                 | 11                | —              | Five Record, FM 13269 | —                                                                             |
| 1990 | Fivelandia 8 | Al circo, al circo                                                      | —                 | —              | Five Record, FM 13270 | —                                                                             |
| 1990 | Fivelandia 8 | Niente paura, c'è Alfred!                                               | —                 | —              | Five Record, FM 13271 | —                                                                             |
| 1990 | Fivelandia 8 | Amici Puffi                                                             | —                 | —              | Five Record, FM 13272 | —                                                                             |

#### 1991-2000
| Anno | Album                                                            | Singolo                         | Posizione massima | Certificazioni | Etichetta             | Note |
| Anno | Album                                                            | Singolo                         | ITA               | Certificazioni | Etichetta             | Note |
| ---- | ---------------------------------------------------------------- | ------------------------------- | ----------------- | -------------- | --------------------- | ---- |
| 1991 | Cristina D'Avena e i tuoi amici in TV 5                          | Peter Pan                       | —                 | —              | Five Record, FM 13275 | —    |
| 1991 | Fivelandia 9 – Le più belle sigle originali dei tuoi amici in TV | Papà Gambalunga                 | —                 | —              | Five Record, FM 13280 | —    |
| 1991 | Fivelandia 9 – Le più belle sigle originali dei tuoi amici in TV | Il mistero della pietra azzurra | —                 | —              | Five Record, FM 13283 | —    |

#### 2001-2010
| Anno | Album                                | Singolo                    | Posizione massima | Certificazioni | Etichetta            | Note                                                      |
| Anno | Album                                | Singolo                    | ITA               | Certificazioni | Etichetta            | Note                                                      |
| ---- | ------------------------------------ | -------------------------- | ----------------- | -------------- | -------------------- | --------------------------------------------------------- |
| 2009 | Cristina for You                     | Principesse gemelle        | —                 | —              | RTI Music            | —                                                         |
| 2009 | Fivelandia 14                        | Puffa un po' di arcobaleno | —                 | —              | RTI Music            | —                                                         |
| 2010 | Do re mi... Five - Cantiamo con Five | Tutti abbiamo un cuore     | —                 | —              | Siglandia SGL 45 004 | Singolo promozionale dell'Associazione culturale TV-Pedia |

#### Dal 2011
| Anno | Album                                      | Singolo                                   | Posizione massima | Certificazioni | Etichetta          | Note                           |
| Anno | Album                                      | Singolo                                   | ITA               | Certificazioni | Etichetta          | Note                           |
| ---- | ------------------------------------------ | ----------------------------------------- | ----------------- | -------------- | ------------------ | ------------------------------ |
| 2011 | Le sigle originali dei cartoni di Italia 1 | Mila e Shiro il sogno continua            | —                 | —              | RTI Music          | —                              |
| 2012 | —                                          | Estate d'amore                            | —                 | —              | RTI Music          | Featuring Patrick Ray Pugliese |
| 2014 | —                                          | FestivalMar/Vieni con noi                 | —                 | —              | Crioma Music       | —                              |
| 2015 | 58º Zecchino d'Oro                         | Il segreto (per Mariele)                  | —                 | —              | Sony Music         | —                              |
| 2017 | 40 - Il sogno continua                     | Noi Puffi siam così                       | —                 | —              | Crioma Music       | —                              |
| 2017 | 40 - Il sogno continua                     | L'estate migliore che c'è                 | —                 | —              | Crioma Music       | —                              |
| 2017 | Duets - Tutti cantano Cristina             | Occhi di gatto                            | —                 | —              | Warner Music Italy | Featuring Loredana Bertè       |
| 2018 | Duets Forever - Tutti cantano Cristina     | Canzone dei Puffi                         | —                 | —              | Warner Music Italy | Featuring Patty Pravo          |
| 2018 | Duets Forever - Tutti cantano Cristina     | Ti voglio bene Denver                     | —                 | —              | Warner Music Italy | Featuring Lo Stato Sociale     |
| 2019 | - Fivelandia 19 - Fivelandia 20            | All'arrembaggio/Tutti all'arrembaggio     | —                 | —              | RTI Music          | —                              |
| 2019 | 40 - Il sogno continua                     | Tutta d'un fiato (fino al fischio finale) | —                 | —              | RTI Music          | —                              |
| 2020 | Musica da giostra - Volume 7               | Faccio la brava                           | —                 | —              | Sony Music Italy   | —                              |
| 2022 | 40 - Il sogno continua                     | L'altro Natale                            | —                 | —              | Warner Music Italy | —                              |
| 2023 | —                                          | Ti cercherò (Genshin Impact)              | —                 | —              | Crioma Music       | —                              |
| 2024 | —                                          | C'erano una volta gli oggetti             | —                 | —              | RTI S.p.A.         | —                              |
| 2025 | —                                          | Tutto il carnevale che c'è                | —                 | —              | Crioma Music       | —                              |
| 2025 | —                                          | Occhi di FantaSanremo                     | —                 | —              | Crioma Music       | Featuring Enrico Melozzi       |

### Come artista ospite
| Anno | Album                                                    | Singolo                  | Posizione massima | Certificazioni | Etichetta          | Note |
| Anno | Album                                                    | Singolo                  | ITA               | Certificazioni | Etichetta          | Note |
| ---- | -------------------------------------------------------- | ------------------------ | ----------------- | -------------- | ------------------ | --- |
| 2017 | Alza gli occhi e vai - Amatrice l'alba dei piccoli passi | Alza gli occhi e vai     | —                 | —              | —                  | Featuring Enzo Draghi, Piero Cassano, Franco Fasano, Benedetta Iardella, Mirko Saglia, Ninni Carucci, Carola Saglia, Paolo Picutti, Alessio Saglia, Clara Serina, Giorgio Vanni, Paolo Tuci, I Piccoli Cantori di Milano diretti da Laura Marcora e Pietro Ubaldi |
| 2019 | —                                                        | Senza farlo apposta      | —                 | —              | Warner Music Italy | Shade e Federica Carta (feat. Cristina D'Avena) |
| 2020 | —                                                        | Ma il cielo è sempre blu | 5                 | —              | —                  | Con il supergruppo Italian Allstars 4 Life |

## Videografia

### Video musicali
| Anno | Titolo                                                                       | Pubblicazione | Produzione                                                   | Regista                                               |
| ---- | ---------------------------------------------------------------------------- | ------------- | ------------------------------------------------------------ | ----------------------------------------------------- |
| 2015 | Il segreto (per Mariele)                                                     | YouTube       | Antoniano Production                                         | Sergio Marzocchi, Peter Palaferri e Roberto Barbolini |
| 2017 | L'estate migliore che c'è                                                    | YouTube       | Be Proud S.r.l.                                              | Daniele Sartori                                       |
| 2017 | Alza gli occhi e vai                                                         | CD; YouTube   | Hologram Music Group                                         | Paolo Tuci                                            |
| 2017 | Alza gli occhi e vai                                                         | CD            | ?                                                            | Paolo Tuci                                            |
| 2019 | La casa di carta                                                             | YouTube       | ?                                                            | ?                                                     |
| 2019 | Cavalca il vento                                                             | YouTube       | ?                                                            | Lino Disalvo/?                                        |
| 2024 | Captain Tsubasa - Tutta d'un fiato (fino al fischio finale) - Official Video | YouTube       | Boing S.p.A./RTI S.p.A.                                      | ?                                                     |
| 2024 | C'erano una volta gli oggetti                                                | YouTube       | R.T.I. SpA                                                   | Mario Bove                                            |
| 2024 | Captain Tsubasa - Nel cuore solo il calcio- Official Video                   | YouTube       | Boing S.p.A./RTI S.p.A.                                      | ?                                                     |
| 2025 | Tutto il carnevale che c'è                                                   | YouTube       | Crioma Music, Fondazione Carnevale di Viareggio, Betty Wrong | Mario Bove                                            |
| 2025 | Occhi di FantaSanremo                                                        | YouTube       | Crioma Music, Rai SpA                                        | ?                                                     |

### Esibizioni live
| Anno | Titolo                        | Pubblicazione | Produzione | Regista |
| ---- | ----------------------------- | ------------- | ---------- | ------- |
| 1994 | Alla scoperta di Babbo Natale | Mediaset Play | R.T.I. SpA | ?       |
| 1994 | Scuola di Polizia             | Mediaset Play | R.T.I. SpA | ?       |
| 1994 | Ti voglio bene Denver         | Mediaset Play | R.T.I. SpA | ?       |
| 2019 | Senza farlo apposta           | YouTube       | Rai SpA    | ?       |

### Altri video
| Anno | Titolo               | Pubblicazione | Produzione            | Regista               |
| ---- | -------------------- | ------------- | --------------------- | --------------------- |
| 2019 | 101 Dalmatian Street | YouTube       | Disney Channel Italia | Disney Channel Italia |